# Zoerselbos
Het Zoerselbos is een 400 ha groot bos en natuurreservaat in de Belgische gemeente Zoersel, onderdeel van Natura 2000-gebied Bos- en heidegebieden ten oosten van Antwerpen.
De vereniging Vrienden van het Zoerselbos ijverde sinds 1972 voor het behoud van het bos. Zij verzetten zich onder meer tegen een grote verkaveling, tegen de inrichting van een recreatieruimte, en ook tegen "overvloedige betreding", al dan niet door gemotoriseerd verkeer. Zij haalden hun slag thuis met de definitieve bescherming als landschap in 1985. Tegenwoordig werken zij als vrijwilligers mee aan het verdere behoud, onder meer ook in het Bezoekerscentrum en de Kempische Boerenbloementuin.
10 ha van het gebied, het natuurgebied "Heiblok", is eigendom van Natuurpunt.
16,5 ha is Vlaams Natuurreservaat, eigendom van het Vlaams Gewest.